# CO CO RO
「CO CO RO」（コ・コ・ロ）は、光GENJIの10枚目のシングル。1990年8月18日（土曜日）にポニーキャニオンから発売された。デビュー3周年記念シングル。

## 概要
イントロはじめ要所で強調されるドラムパートが楽曲の大きな特徴である。歌詞は自分を見失いかけて行き詰っている異性の友人に初心に立ち返るよう激励する内容。
元々は少年隊のシングル曲としてリリースされる予定だったが、「イメージが合わない」との理由で光GENJIがシングル曲としてリリースする事となった経緯がある。
この年の第41回NHK紅白歌合戦で歌唱されたが、曲のラスト辺りで次の歌唱曲（中山美穂「愛してるっていわない!」）のテロップが一瞬出るというハプニングがあった。

## 記録
売上枚数は、公称で20,6万枚。

## 収録曲
1. CO CO RO
  - 作詞:森浩美　作曲:馬飼野康二　編曲:船山基紀　コーラス編曲:椎名和夫
2. みつめていたい
  - 作詞・作曲:大江千里　編曲:佐藤準
  - フジテレビ系「ひらけ!ポンキッキ」挿入歌。
  - 「水の惑星」とともにシングルカット候補曲になったが、選に漏れている。